# 春州 (辽朝)
春州，辽朝时设置的州。
辽朝在今内蒙古自治区突泉县突泉镇西北约60公里的宝石镇境内设置春州，金朝时废除。1959年曾有人對春鄒遺址進行考察。